# Аделаїда (траса)
Аделаїда (тимчасова траса) (англ. Adelaide Street Circuit) — гоночна траса, прокладена по вулицях ділового центру міста Аделаїда, (Австралія).
На трасі пройшли 11 Гран-прі Австралії в класі Формула-1 у 1985-1995 роках, гонки серії ALMS (Американська серія Ле-Ман), місцеві чемпіонати в класах V8 Supercars та Формули-3.
Гран-прі Австралії незмінно завершували чемпіонат світу Формули-1. Найвідомішим став етап 1994 року, коли відбулося зіткнення між двома претендентами на титул чемпіона світу Деймоном Гіллом та Міхаелем Шумахером. Шумахер вперше став чемпіоном світу, а суперечки про ту подію тривають досі.

## Конфігурації траси
Траса в Аделаїді прокладена вулицями міста. Піт-лейн розташований всередині іподрому Вікторія Парк, споруди і трибуни є тимчасовими і монтуються під час проведення перегонів. Стартова пряма виходить на поворот Senna Chicane, потім слідують 3 повороти практично під прямим кутом. Після йде невелика пряма зі зламом і ще один практично 90-градусний поворот між Hutt Street і Rundle Road. Потім починається швидкісна частина трасси — Rundle Road через швидкісний поворот Malthouse переходить в пряму Brabham Straight, що впирається в шпильку Daquetteville, і траса повертається до Вікторія Парк.
Траса є не такою вузькою і більш швидкісною, ніж міська траса в Монте-Карло, але дуже вимоглива до водіїв і коробок передач.
| Версія | Довжина (м) | Гран-прі       | Рекорд кола у кваліфікації                   |
| Версія | Довжина (м) | Гран-прі       | Рекорд кола в гонці                          |
| ------ | ----------- | -------------- | -------------------------------------------- |
| 1985   | 3 780       | 11 (1985-1995) | 1'13.371/185.468 км/год (1993, Айртон Сенна) |
| 1985   | 3 780       | 11 (1985-1995) | 1'15.381/180.522 км/год (1993, Деймон Гілл)  |

## Гран-прі Австралії на трасі Аделаїда
| Сезон | Пілот           | Конструктор      | Звіт |
| ----- | --------------- | ---------------- | ---- |
| 1995  | Деймон Гілл     | Williams-Renault | Звіт |
| 1994  | Найджел Менселл | Williams-Renault | Звіт |
| 1993  | Айртон Сенна    | McLaren-Ford     | Звіт |
| 1992  | Герхард Бергер  | McLaren-Honda    | Звіт |
| 1991  | Айртон Сенна    | McLaren-Honda    | Звіт |
| 1990  | Нельсон Піке    | Benetton-Ford    | Звіт |
| 1989  | Тьєрі Бутсен    | Williams-Renault | Звіт |
| 1988  | Ален Прост      | McLaren-Honda    | Звіт |
| 1987  | Герхард Бергер  | Ferrari          | Звіт |
| 1986  | Ален Прост      | McLaren-TAG      | Звіт |
| 1985  | Кеке Росберг    | Williams-Honda   | Звіт |